# Caravane à Pépère
La Caravane à Pépère était une bande organisée constituée de romanichels qui sévirent en France entre 1906 et 1907.

## Histoire
Constituée d'une centaine de membres, dont des déserteurs, des anciens prisonniers évadés et des bohémiens, originaires de Belgique, d'Allemagne ou de Suisse, la bande était dirigée par Jean Capello, un suisse. Agissant jusqu'alors dans les Pays-Bas, la bande entre en France en 1906 par la Lorraine et se dirige vers la Bretagne. En août 1906, elle terrorise les campagnes de Vendée, de Touraine et de Charente, commettant vol et escroquerie,. Le 2 juin 1907, une partie des membres de la caravane sont arrêtés à La Tremblade par les futures brigades mobiles. Les roulottes sont perquisitionnées, une cinquantaine de nomades sont arrêtés et 17 sont relâchés. Le 3 juin, des fonctionnaires du service anthropométrique de la Seine arrivent pour prendre les photographies, les mensurations et les empreintes digitales des nomades arrêtés. Si le bilan des perquisitions est maigre, l'opération est fortement médiatisée afin de rassurer les français en démontrant que le gouvernement agit contre les bandes organisées,.